# Thanatus xinjiangensis
Thanatus xinjiangensis là một loài nhện trong họ Philodromidae.
Loài này thuộc chi Thanatus. Thanatus xinjiangensis được miêu tả năm 1989 bởi Hu & Wu.